# Vencel tér
A Vencel tér (csehül: Václavské náměstí) Prága új városrészében (Nové Město) található. Névadója, Szent Vencel Csehország patrónus szentje. Középkori neve Lóvásár tér (Koňský trh) volt, Szent Vencelről 1848-ban nevezték el.
A tér számos történelmi esemény színhelye volt, ugyanis a prágaiak hagyományosan itt tartják ünnepeiket, tüntetéseiket és demonstrációikat. Itt gyújtotta fel magát a prágai tavasz leverése ellen tiltakozó Jan Palach és Jan Zajíc, és itt voltak a legnagyobb tömeggyűlések a bársonyos forradalom idején.
A Vencel tér formája inkább egy széles sugárútra hasonlít, mint egy hagyományos térre. Téglalap alakú, hosszabbik oldala 750 méter, a rövidebbik 60 méter. A tér 45 ezer négyzetméter alapterületű. A tér délkeleti irányba, a neoklasszicista stílusban épült nemzeti múzeum felé emelkedik.

## Története

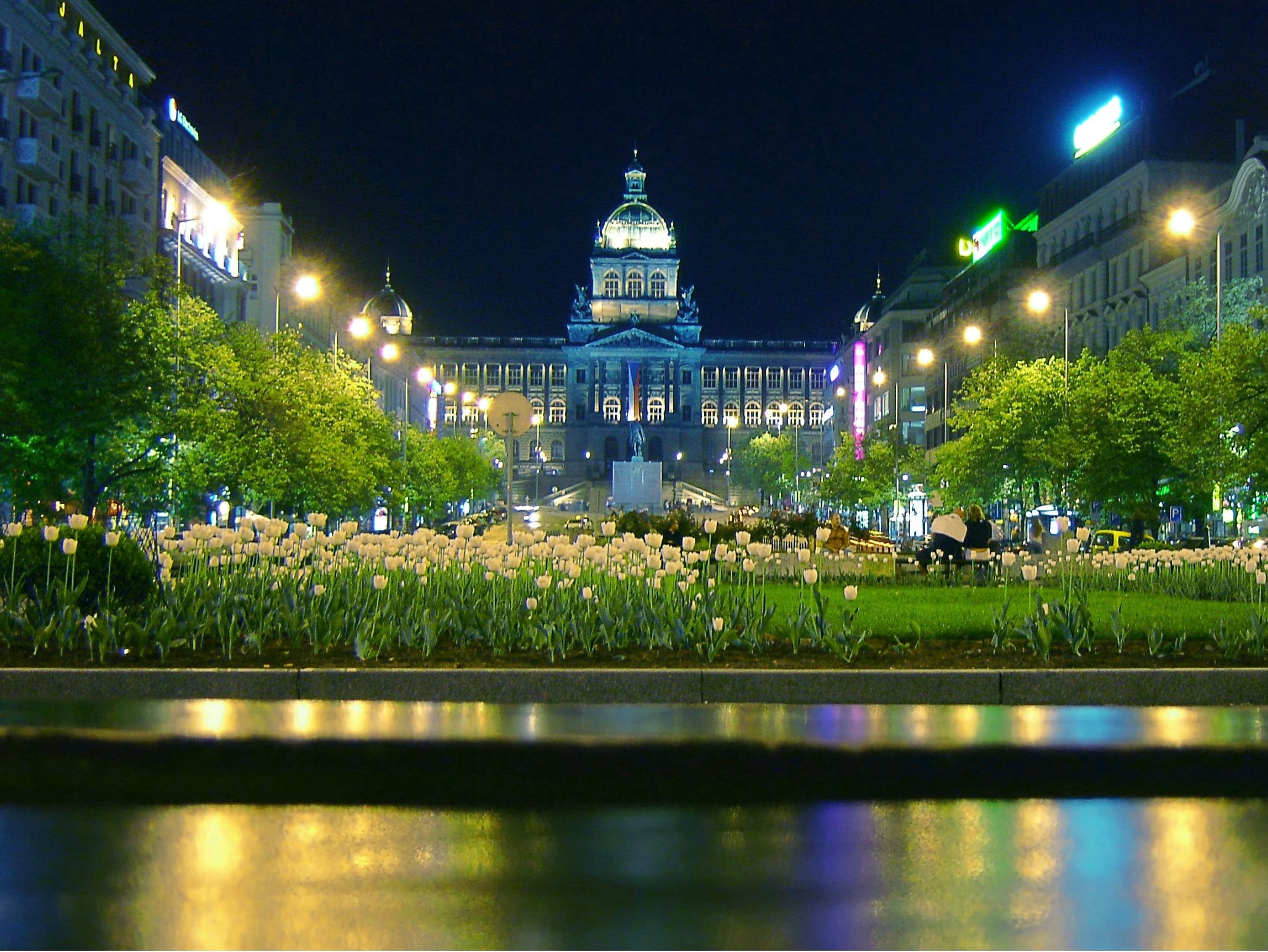
A Vencel tér és a Nemzeti Múzeum éjszakai kivilágításban

IV. Károly, Csehország királya 1348-ban alapította meg Prága új városrészét. A terv több nyílt területet foglalt magában a vásárok számára. A második legnagyobb lóvásártér volt, a mai Vencel tér. A tér délkeleti részén állt a Ló kapu, az Újváros falainak egyik kapuja.
A teret 1848-ban Szent Vencelről nevezték el, és felállították az egykori király szobrát. Piacjellege csak 1877-ben szűnt meg. 1918. október 28-án Alois Jirásek a szobor előtt jelentette be Csehszlovákia függetlenségét. Két évtizeddel később a megszálló német csapatok tömegdemonstrációkra használták a teret. 1945-ben, a prágai felkelés idején a nemzeti múzeum közelében álló épületek egy része megsemmisült. Ezeket később áruházakkal pótolták.
1969-ben két diák, Jan Palach és Jan Zajíc a Vencel téren gyújtotta fel magát, hogy így tiltakozzon a prágai tavasz eltiprása ellen. 1969. március 28-án 150 ezer ember gyűlt össze a Vencel téren, hogy megünnepelje a csehszlovák jégkorong-csapat győzelmét a Szovjetunió ellen a világbajnokságon. Ebben az időben Csehszlovákia szovjet megszállás alatt volt. 1989-ben, a bársonyos forradalom idején több százezres tüntetések voltak a téren. A Vencel tér ma nyüzsgő, élettel teli területe Prágának, ahol számos hotel, üzlet, étterem található.

## Építészete
A tér felső végén áll a nemzeti múzeum, amelyet 1885 és 1891 között építettek Joseelf Schulz tervei alapján. Az épülettel szemben áll Szent Vencel szobra, amely Josef Václav Myslbek alkotása. A téren számos híres épület áll, többek között a Palác Koruna irodaház és bevásárlóközpont, a Hotel Evropa, a Hotel Adria és a Hotel Juliš. Az Adria-palota a tér legrégebbi épülete, 1780-ból származik. A prágai metró A vonala a tér alatt húzódik, és két megállója is van a tér két végénél. A múzeumnál az A és a C vonal, a Můsteknél az A és a B találkozik.

## Galéria

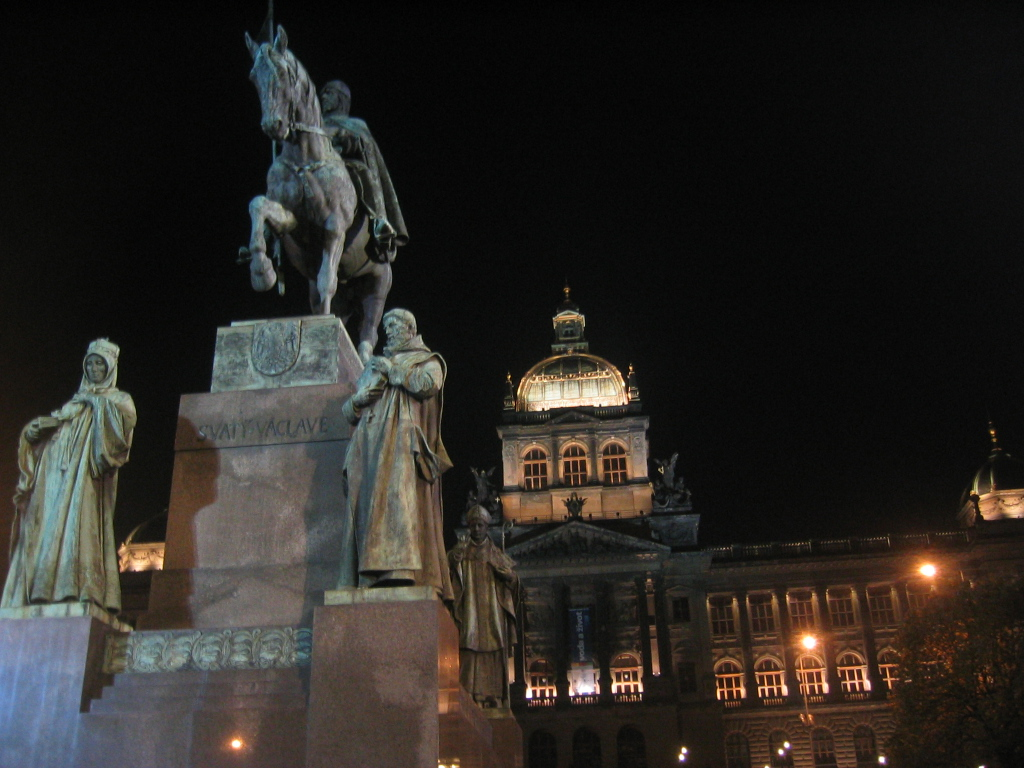
Szent Vencel szobra
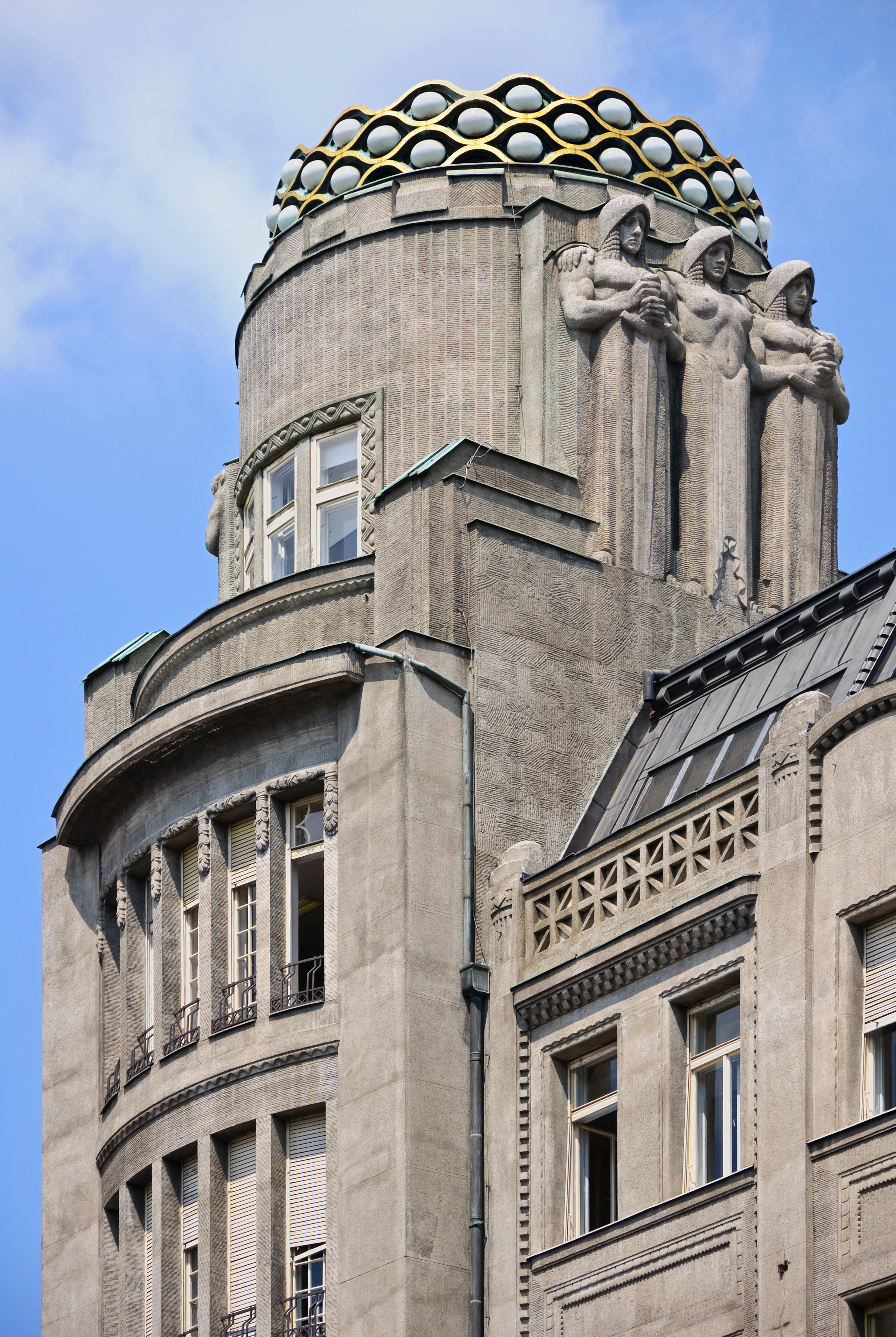
Palác Koruna
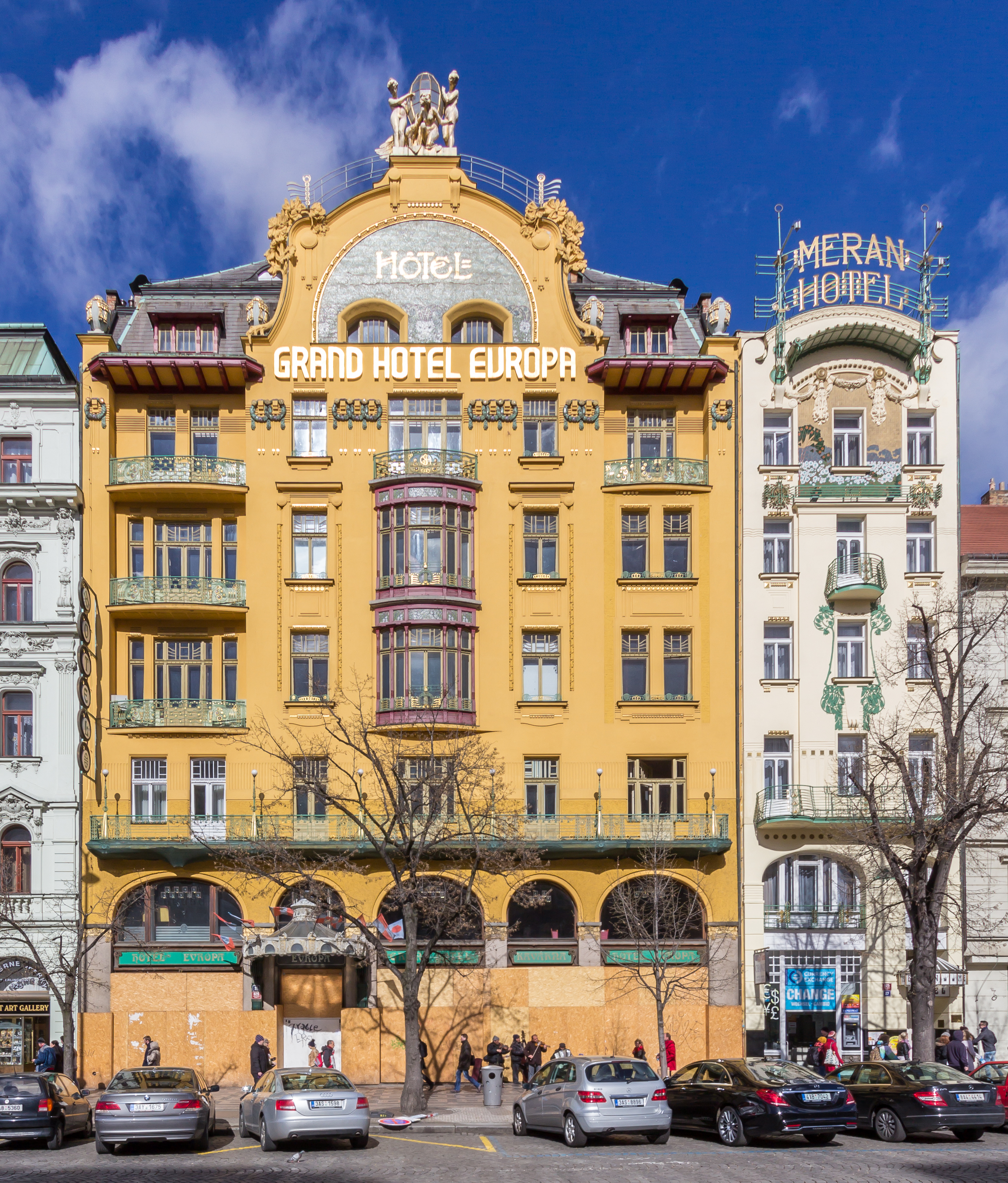
Hotel Evropa
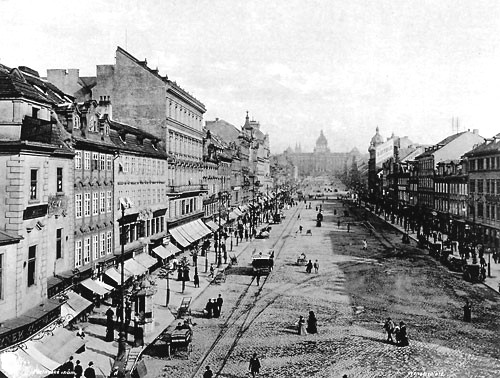
A tér a 19. században
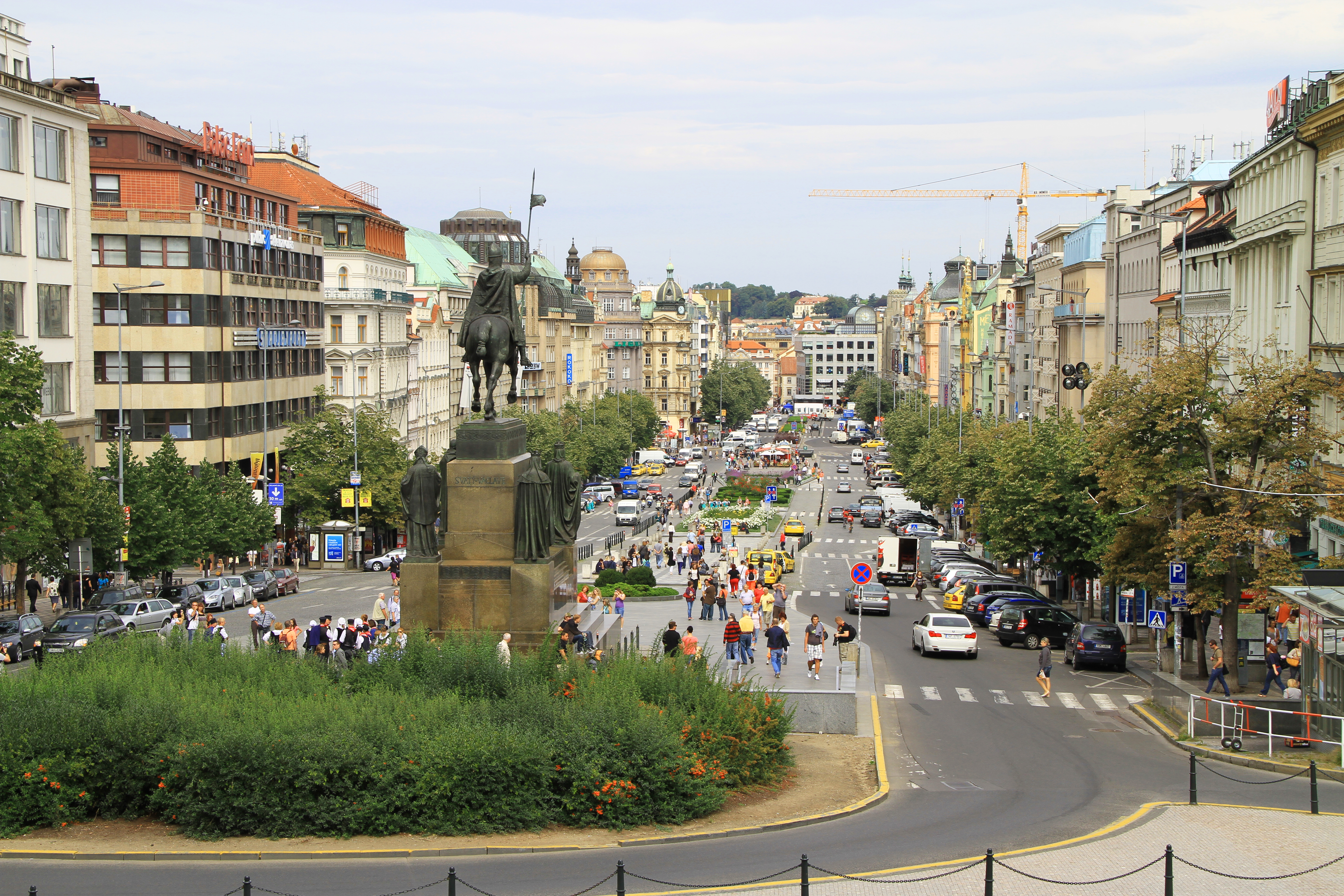
A tér a múzeum felől
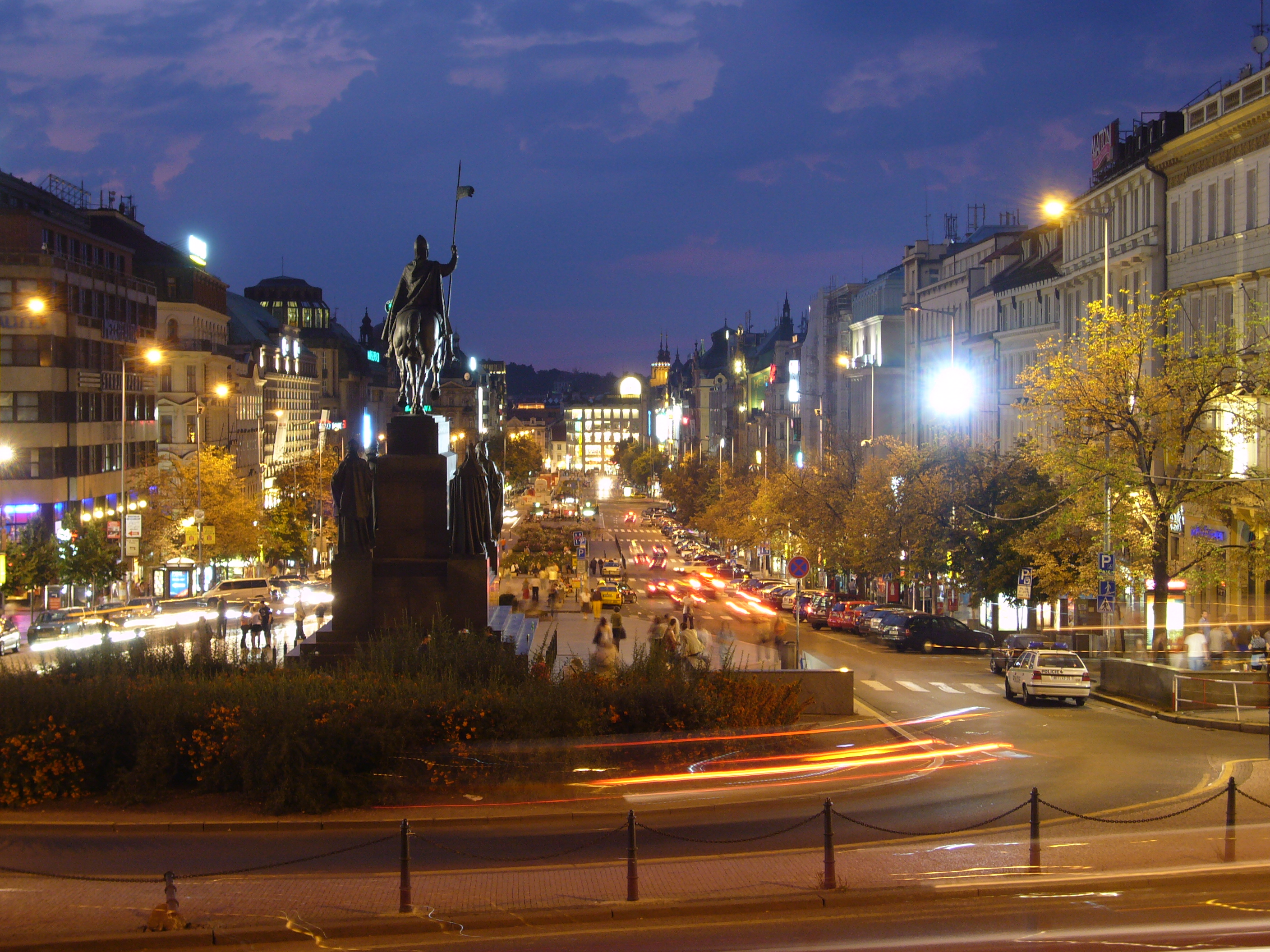
Esti kivilágításban

## Fordítás
- Ez a szócikk részben vagy egészben  a   Wenceslas Square című angol Wikipédia-szócikk fordításán alapul.  Az eredeti cikk szerkesztőit annak laptörténete sorolja fel. Ez a jelzés csupán a megfogalmazás eredetét és a szerzői jogokat jelzi, nem szolgál a cikkben szereplő információk forrásmegjelöléseként.